# グレッサーン
グレッサーン、グレッサン（フランス語: Gressan）は、イタリア共和国ヴァッレ・ダオスタ州にある、人口約3,400人の基礎自治体（コムーネ）。

## 地理

### 位置・広がり
域内にはピーラ (Pila)という場所があり、スキーヤーがアオスタから簡単に来られるリフト駅がある。

#### 隣接コムーネ
隣接するコムーネは以下の通り。
- アオスタ
- アイマヴィル
- シャルヴンソ
- コーニュ
- ジョヴェンサン
- サール

## 行政

### 山岳部共同体
山岳共同体 Mont Emilius (it)  を構成する。

### 分離集落
グレッサーンには、以下の分離集落（フラツィオーネ）がある。
- La Bagne, Barral, Barrier, Bénaz, Bonella, Borettaz, Bovet, La Cerise, Chamen, Champlan, Chanté, Chérémoz, Chez le Rû, Ciel-bleu, Clair, Clérod, La Cort, Crétaz, La Cure de Chevrot, Eaux-froides, Échandail, Étrepiou, Favret, Les Fleurs, La Fontaine, Gerdaz, La Giradaz, Gorret, Grand-Cerise, Impérial, Jacquin, Letey, Leysettaz, La Magdeleine, Moline, Naudin, La Palud, Pâquier, Perriail, Pila, Pilet, La Piscine, Plattaz, Plein Soleil, Rémaz, La Roche, Ronc, Surpillod, Taxel (chef-lieu), Tour de Ville, Vignettaz, Vilvoir, Viseran